# Квеквескири, Ника
Ни́колоз Квеквески́ри (груз. ნიკოლოზ კვეკვესკირი; 29 мая 1992, Зугдиди, Грузия) — грузинский футболист, полузащитник венгерского клуба «Ньиредьхаза» и сборной Грузии. Участник чемпионата Европы 2024.

## Карьера

### Клубная карьера
Начинал карьеру в футбольном клубе «Баия» (Зугдиди), в составе которого дебютировал 18 августа 2009 года.
В июле 2011 года присоединился к вице-чемпиону Грузии — «Динамо» (Тбилиси). И провёл там два года, сделав с клубом золотой дубль в 2013 году (Кубок и чемпионство).
Но в начале сезона 2013/2014 был отдан в аренду в клуб «Спартак-Цхинвали», а доиграл сезон в «Динамо II».
В сезоне 2014/2015 играл за клуб «Дила» (Гори). Забив 7 голов, помог клубу впервые стать чемпионом Грузии.
В 2015—2017 гг. играл в Азербайджане за «Интер» (Баку) и «Габалу». С последним выиграл серебряные медали чемпионата Азербайджана. В квалификации Лиги Европы сыграл за клуб все 8 игр и забил гол венгерскому МТК.
В мае 2017 года принял предложение соотечественника тренера Омари Тетрадзе и перешёл в казахстанский клуб «Тобол» из Костаная.
. В сезоне 2018 года выиграл с клубом бронзовые медали чемпионата Казахстана, а в предпоследнем туре впервые в чемпионате вывел «Тобол» с капитанской повязкой. И клуб подписал с ним новый контракт на два года.

### В сборной
Вызывался в юношескую и молодёжную сборные Грузии.
Дебютировал за основную команду 8 октября 2015 года в матче отборочного этапа Евро-2016 c Гибралтаром.
Осенью 2018 в Лиге наций УЕФА сборная Грузии в Лиге D (Группа 1) досрочно выиграла свою группу с 4 сухими победами подряд над Латвией, Казахстаном и Андоррой и вышла в Лигу С. Ника провёл за сборную все 4 матча, составив надёжную связку в центре поля со своим одноклубником по «Тоболу» Джабой Канкава.
26 марта 2024 года в финале плей-офф отборочного цикла чемпионата Европы 2024 года сборная Грузии победила Грецию и впервые в истории вышла на чемпионат Европы. Матч завершился без голов в основное и дополнительное время. Сборная Грузии победила соперника со счетом 4:2 в послематчевой серии пенальти. Решающий пенальти реализовал Ника Квеквескири.

## Достижения
«Динамо»
- Чемпион Грузии (1): 2013
- Обладатель Кубка Грузии 2013

 «Дила»
- Чемпион Грузии (2): 2015

 «Габала»
- Серебряный призёр чемпионата Азербайджана: 2017

 «Тобол»
- Серебряный призёр чемпионата Казахстана (1): 2020
- Бронзовый призёр чемпионата Казахстана (1): 2018